# Довлетлийский этрап
Довлетлийский этрап (туркм. Döwletli etraby) — бывший этрап в Лебапском велаяте Туркменистана, существовавший в 2007—2022 годах. Административный центр — посёлок Джейхун.

## История
Образован в августе 2007 года в районах нового освоения — долинах Юлангыз и Таллымерджен. 25 ноября 2017 года в состав Довлетлийского этрапа была включена территория упразднённого Парламентом Туркменистана этрапа имени Бейик Туркменбаши.
9 ноября 2022 года Довлетлийский этрап был упразднён. При этом посёлок Довлетли и находящееся в его административном подчинении село Ашгабат, а также генгешлики Беркарарлык, Ходжахайран, Мирас, Пагтачы, Таллымерджен, Тязедурмуш были переданы в Ходжамбазский этрап; а город Достлук, посёлки Амыдеря и Керкичи, генгешлики Бургучы, Дашрабат, Сердар, Туркменистан, Ялкым переданы в Кёйтендагский этрап.